# Bon-e Dāb
Bon-e Dāb är en ort i Iran.   Den ligger i provinsen Khuzestan, i den centrala delen av landet, 400 km sydväst om huvudstaden Teheran. Bon-e Dāb ligger 902 meter över havet och antalet invånare är 126.
Terrängen runt Bon-e Dāb är kuperad åt sydväst, men åt nordost är den bergig. Runt Bon-e Dāb är det ganska glesbefolkat, med 48 invånare per kvadratkilometer. Närmaste större samhälle är Mīānrūdān, 10,8 km söder om Bon-e Dāb. Omgivningarna runt Bon-e Dāb är i huvudsak ett öppet busklandskap.